# توم شابمان
توم شابمان (بالإنجليزية: Tom Chapman)‏ هو موسيقي بريطاني، ولد في 15 مايو 1972 في Chevreuse ‏ في فرنسا.

## وصلات خارجية
- توم شابمان على موقع ميوزك برينز (الإنجليزية)
- توم شابمان على موقع ديسكوغز (الإنجليزية)